# Artur Petzold
Artur Petzold, auch Arthur Petzold, (* 12. Dezember 1872 in Dresden; † 8. Oktober 1947 in Berlin) war ein deutscher Politiker (Wirtschaftspartei).

## Leben und Wirken
Nach dem Besuch der Bürgerschule in Strießen, der Realschule in Meerane und der höheren Bürgerschule in Zwickau (bis zur Selekta) absolvierte Petzold von 1887 bis 1890 eine Drogistenlehre in Leipzig: zu diesem Zweck wurde er in einer örtlichen Drogerie praktisch ausgebildet, während er ergänzend dazu die Drogistenfachschule und Handelsschule der Stadt besuchte. Die folgenden Jahre verbrachte er als Drogistengehilfe in Hainsberg bei Dresden, Hamburg, Elberfeld, Braunschweig und Magdeburg. Von 1893 bis 1894 besuchte er die Drogistenakademie in Braunschweig.
In den Jahren 1903 bis 1907 war Petzold Direktor einer Fabrik für chemisch-pharmazeutische Präparate in Magdeburg. Von 1907 bis 1916 führte er die Hauptschriftleitung der Fachzeitschrift Der Drogenhändler, des Organs des Drogistenverbandes. 1916 übernahm er die Leitung seiner eigenen Drogenhandlung in Berlin-Charlottenburg. Bald darauf wurde er in den Ersten Weltkrieg geschickt, in dem er bis 1918 als Landsturmmann an der Ostfront kämpfte.
In den 1920er-Jahren, nach der Gründung der Weimarer Republik, begann Petzold sich in der Reichspartei des deutschen Mittelstandes (Wirtschaftspartei) politisch zu betätigen. Von Dezember 1924 bis Juli 1932 gehörte Petzold auf Reichswahlvorschlag seiner Partei drei Legislaturperioden lang dem Reichstag der Republik an. In seiner Partei galt Petzold als Vertreter des linken Flügels. Seit 1924 gehörte Petzold der Führung des Reichsbanners Schwarz-Rot-Gold an, musste diese Funktion aber schließlich auf Druck seiner Partei wieder aufgeben.
Petzold war ferner langjähriger Wohlfahrtsvorsteher der Gemeinde Charlottenburg und Vorstandsmitglied des Deutschen Drogisten-Verbandes und (seit 1922) Vorsitzender der Drogisteninnung in Berlin. Außerdem gehörte er mehreren Fachausschüssen der Industrie- und Handelskammer von Berlin an und war vereidigter Sachverständiger der Kammer für Drogenkleinhandel. 
Nachdem Petzold sich 1933 weigerte, in die NSDAP einzutreten, wurde er in den Ruhestand versetzt.
Seine Drogerie in Berlin-Eichkamp ging Mitte der 1930er-Jahre in Konkurs. Er zog mit seiner Frau nach Stahnsdorf zu der Familie seines Sohne Josef Petzold. Nach dem Tod seiner Frau 1937 kam er wegen Pflegebedürftigkeit in ein Berliner Altersheim.
Publizistisch tat Petzold sich als Mitarbeiter verschiedener Fachzeitschriften sowie als Autor von Fachbüchern hervor.

## Schriften
- Chemie und Chemikalienkunde für Drogisten. 1909. Nachdrucke 1915, 1930.
- Der Drogist als Kaufmann. 1912.
- Pregnandiolbestimmung bei Adipositas. 1962.
- mit Otto Ziegler: Drogenkunde. Eberswalde 1917. Nachdrucke 1929, 1931, 2002.